# 大町スキー場
大町スキー場（おおまちスキーじょう）は、長野県大町市にあったスキー場。
1927年（昭和2年）開場。2008年（平成20年）冬季営業はせず、閉鎖となる。
スキー人口の減少や暖冬による雪不足などが響き、最後数年は赤字続きだった。

## コース
- 2基のリフトが設置され、8つのコースが設定されていた。
  - Aコース
  - チャレンジAコース
  - Bコース
  - チャレンジBコース
  - クレージーコース
  - パノラマ林間コース
  - チビッココース
  - クロスカントリーコース
- ほとんどが緩斜面の初中級者向けコースを持つファミリーゲレンデ。
- ゲレンデ下部の緩やかな斜面に、ちびっ子トロイカが設置されており、子供連れがスキー・ソリを楽しむことが出来る。
- 一枚バーンのゲレンデではあるがコース幅は広く、上部は最大斜度30度の滑り応えのある急斜面、下部は長く続く緩斜面と起伏に富んでいる。

## アクセス
- 上信越自動車道：長野ICから45km
- 長野自動車道：安曇野ICから30km
- 大町市民バス美麻線が平日に2往復停車する。かつてはアルピコ交通の特急長野大町線も停車していた(現在は停留所から削除されている)。スキー場の営業が終了した今もバス停名は「大町スキー場」である。